# Velence tömegközlekedése
Velence közösségi közlekedése elsősorban az ACTV vízibuszain és autóbuszain alapul. Ehhez kapcsolódik még néhány másik, helyi és helyközi közlekedést biztosító környékbeli társaság (pl. az ATVO Cavallino-Treporti és Jesolo felől).

## Az ACTV
Az ACTV (Azienda del Consorzio Trasporti Veneziano) 1978. október 1-jén alakult, Velence tömegközlekedésének kiszolgálására. Jogelődje az Azienda Comunale per la Navigazione Interna (ACNI) volt, melyet 1904. október 22-én alapított a város közössége. 1930. január 1-jétől átkeresztelték Azienda Comunale di Navigazione Interna Lagunare (ACNIL), melyet egészen az ACTV megalakulásáig megőrzött.
Az ACTV látja el a helyi lakosok és a turisták tömegközlekedését, a lagúna vízén vaporettókkal, motonavékkal, traghettókkal, a szárazföldön és egyes szigeteken autóbuszokkal. A kétféle rendszer összekapcsolódási pontja a várost a szárazfölddel (így Mestrével) összekötő Ponte delle Libertà híd velencei lábánál, a Piazzale Román található.

## A hajójáratok

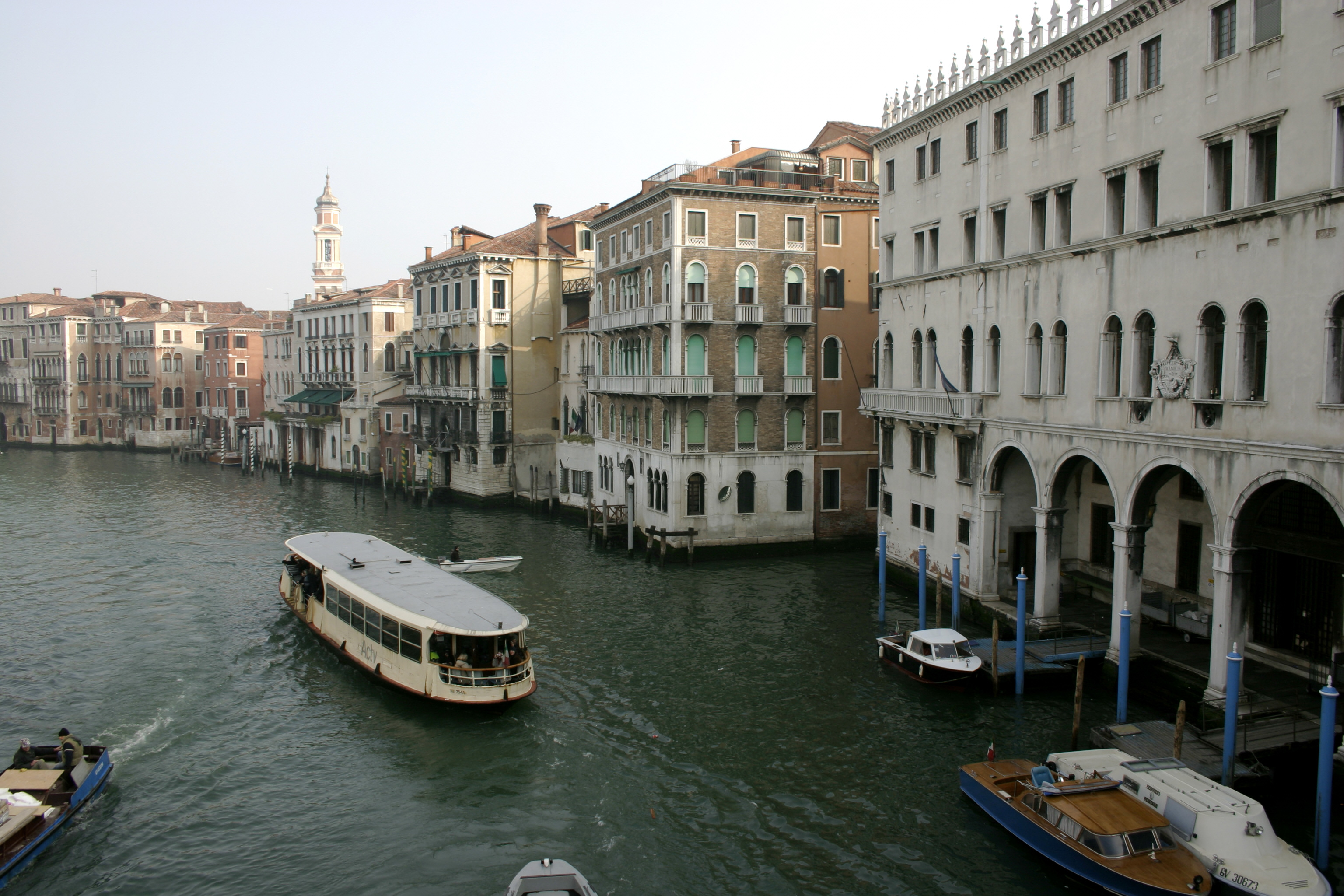
Vaporetto a Canal Grandén

A hajójáratok öt kategóriába vannak sorolva:
- Centrocittà vonalak, amelyeknek a gerincét a Canal Grande jelenti,
- Giracittà vonalak, melyek a belső óváros körül járnak,
- lagúnajáratok, melyek összekötik a várost a szigetekkel és a szárazfölddel,
- Terminal járatok, melyek gyors összeköttetést nyújtanak a szárazfölddel.
- idényjáratok, főként a turisták kiszolgálására szolgálnak,

A fenti járatok között megtalálhatóak az éjszakai járatok is, melyek éjfél és hajnali öt óra között közlekednek.

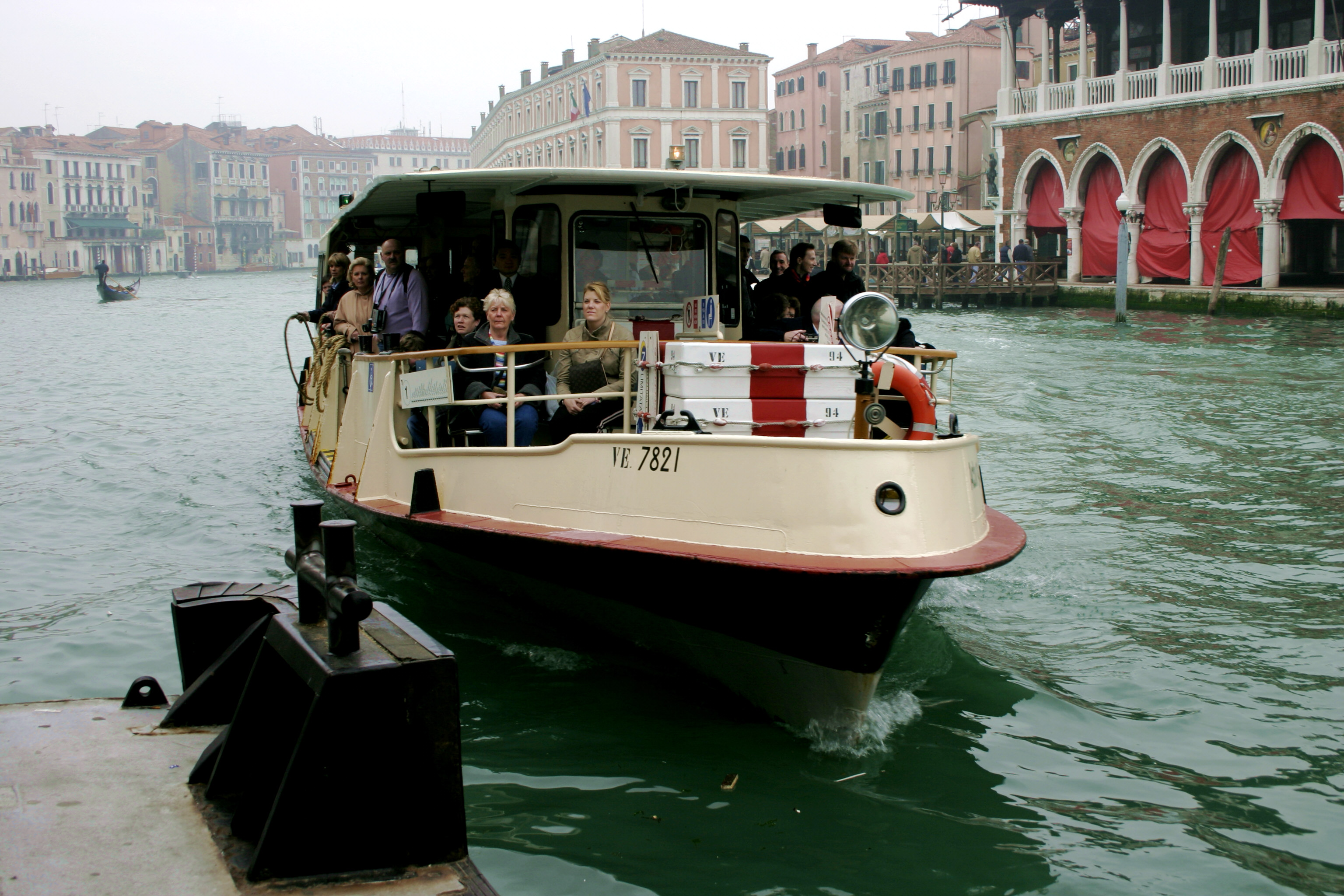
Vaporetto

### A Centrocittà járatok
A Centrocittà járatok egész évben közlekednek, és általában vaporettók közlekednek ezeken a vonalakon, melyeknek a gerince a Canal Grande. Három járat tartozik ide: az 1-es, mely legsűrűbben közlekedik, és majdnem minden megállóhelyen megáll a Canal Grandén (ezért hívták régebben Accelerato-nak, azaz „gyorsítottnak”), a 2-es (az egykori 82-es) összeköttetést biztosít a Giudeccával, és sokkal gyorsabb a Canal Grandén. Nyáron ez utóbbi járat meghosszabbított vonalon közlekedik a Lidóig. A 2-esnek a 2013/2014-es téli menetrendtől van egy betétjárata is 2/ jelzéssel.
| Járat- szám | Megállók |
| ----------- | --- |
| 1           | Piazzale Roma – Ferrovia – Riva di Biasio – San Marcuola – San Stae – Ca’ d’Oro – Rialto Mercato – Rialto – San Silvestro – Sant’Angelo – San Tomà – Ca’ Rezzonico – Accademia – Santa Maria del Giglio – Salute – San Marco – San Zaccaria – Arsenale – Giardini – Sant’Elena – Lido Santa Maria Elisabetta |
| 2           | San Zaccaria – San Giorgio – Zitelle – Redentore – Giudecca – Zattere – San Basilio – Sacca Fisola – Tronchetto – Piazzale Roma – Ferrovia – San Marcuola – Rialto – San Tomà – San Samuele – Accademia – San Marco – San Zaccaria – Giardini – Lido Santa Maria Elisabetta                                  |
| 2/          | Piazzale Roma – Ferrovia – Rialto |

### A Giracittà járatok
A Giracittà járatokon motoscafók közlekednek. A történelmi belváros körül közlekednek, összekapcsolják azt a környező közeli szigetekkel (pl. Lido, Giudecca, San Michele, San Giorgio Maggiore és Murano). A páros járatok ellenkező irányban közlekednek. A 6-os csak munkanapokon közlekedik, kivéve nyáron, amikor hétvégeken is jár.
| Járat- szám | Megállók |
| ----------- | --- |
| 3           | Tronchetto – Mercato Ortofrutticolo – Piazzale Roma – Ferrovia – Murano, Colonna – Murano, Navagero – Murano, Museo – Murano, Venier – Murano, Serenella – Murano, Colonna – Ferrovia – Piazzale Roma – Tronchetto |
| 4.1         | Murano, Museo – Murano, Da Mula – Murano, Venier – Murano, Serenella – Murano, Colonna – Cimitero San Michele – Fondamente Nove – Madonna dell’Orto – Sant’Alvise – Crea – Ponte delle Guglie – Ferrovia – Piazzale Roma – Santa Marta – Sacca Fisola – Palanca – Redentore – Zitelle – San Zaccaria – Arsenale – Giardini – Sant’Elena – Certosa (csak kérésre) – San Pietro di Castello – Bacini – Celestia – Ospedale Civile – Fondamente Nove – Cimitero San Michele – Murano, Colonna – Murano, Faro – Murano, Navagero – Murano, Museo |
| 4.2         | Mint a 4.1-es járat, de ellenkező irányban |
| 5.1         | Lido Santa Maria Elisabetta – San Pietro di Castello – Bacini – Celestia – Ospedale Civile – Fondamente Nove – Madonna dell’Orto – Sant’Alvise – Ponte dei Tre Archi – Ponte delle Guglie – Riva di Biasio – Ferrovia – Piazzale Roma – Santa Marta – Zattere – San Zaccaria – Giardini – Sant’Elena – Lido Santa Maria Elisabetta |
| 5.2         | Mint az 5.1-es járat, de ellenkező irányban |
| 6           | Piazzale Roma – Santa Marta – San Basilio – Zattere – Spirito Santo – Giardini – Sant’Elena – Lido Santa Maria Elisabetta |

### A lagúnajáratok

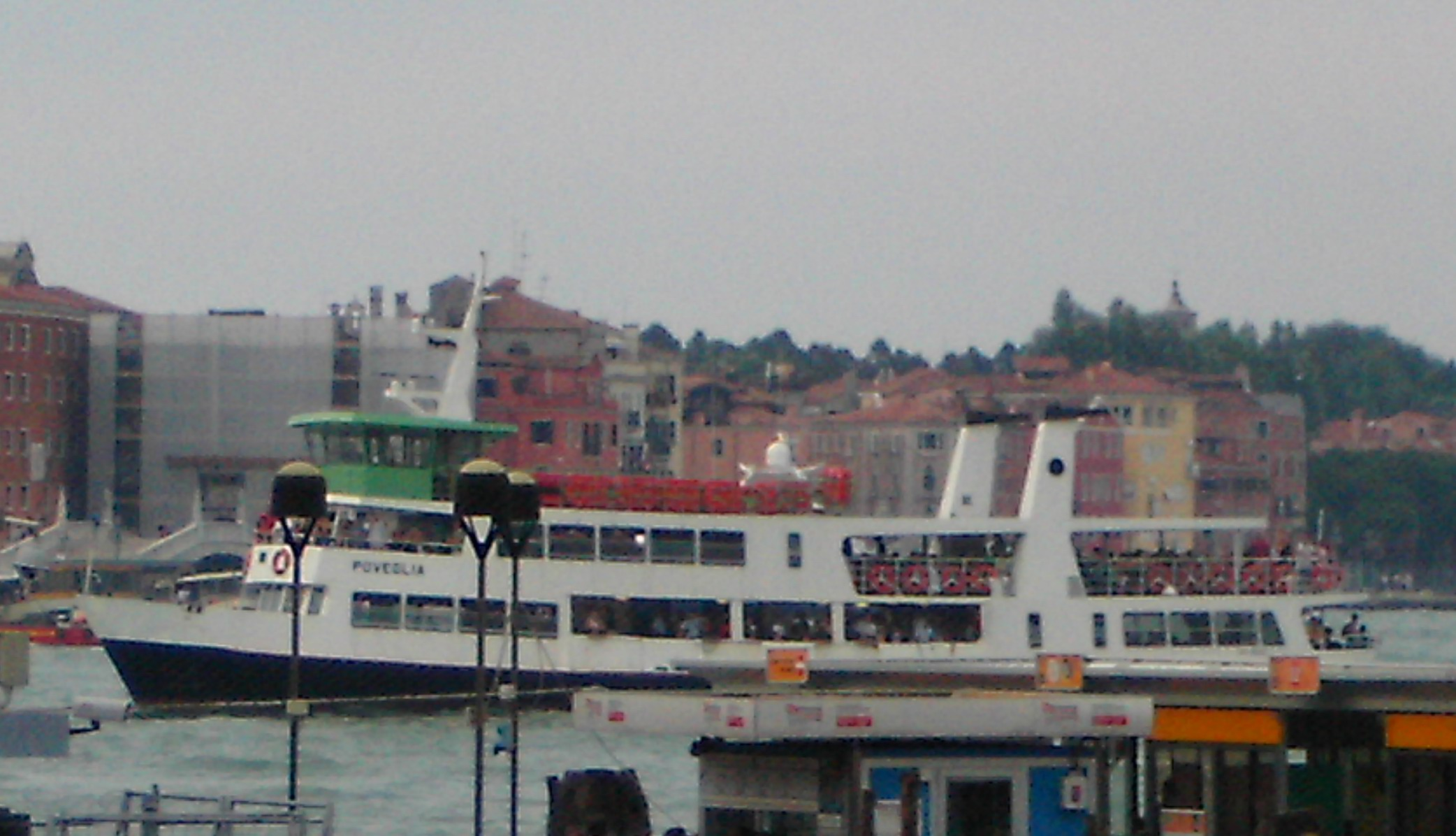
A Poveglia motonave a Szent Márk öbölben

Ezek a járatok biztosítják a kapcsolatot az óváros és a lagúna szigetei (Murano, Burano, Torcello, Sant’Erasmo, Vignole) valamint szárazföld (Punta Sabbioni, Treporti, Chioggia) között.
Kisebb sűrűséggel járnak, mint a belső területek vaporettói. Ezeken a vonalakon általában nagyobb befogadóképességű motonavék (Burano, Torcello, Treporti, Punta Sabbioni felé) vagy a helyközi buszoknak megfelelő battello foraneók (Murano, Sant’Erasmo, Chioggia, Pellestrina felé) közlekednek.
A járatok a következők: a 12-es az északi lagúna szigeteire és a keleti szárazföld felé közlekedik, a 9-es Burano és Torcello között ingázik, a 11-es – amely annyiban különleges, hogy a vonal egyes részein a hajókat autóbuszok váltják (Lido, Pellestrina), a szigetek között és Chioggia felé kompként közlekedik. A 13-as az északi kevésbé frekventált szigetere (Sant’Erasmo, Vignole) közlekedik, a 17-es a Tronchettótól a Lidó érintésével Punta Sabbioniig közúti kompként jár. A 14-es és 14L jelű betétjárata, valamint a 15-ös a keleti szárazföld felé jár, utóbbi gyorsjáratként. A 20-as a déli kis szigetek (San Servolo, San Lazzaro degli Armeni) felé közlekedik, nyáron érinti a Lidót is. A 22-es Tre Archi és Punta Sabbioni között jár a város északi oldalán. A 10-es gyorsjáratként jár a Lidó és a városközpont között.
| Járat- szám | Megállók |
| ----------- | --- |
| 9           | Burano – Torcello |
| 10          | Lido Santa Maria Elisabetta – San Marco – Zattere                                                                                               |
| 11          | Lido – Alberoni – Santa Maria del Mare – Pellestrina – Chioggia                                                                                 |
| 12          | Fondamente Nove – Murano, Faro – Mazzorbo – Burano – Treporti – Punta Sabbioni                                                                  |
| 13          | Fondamente Nove – Murano, Faro – Vignole – Lazzaretto Nuovo – Sant’Erasmo, Capannone – Sant’Erasmo, Chiesa – Sant’Erasmo, Punta Vela – Treporti |
| 14          | San Zaccaria – Sant’Elena – Lido Santa Maria Elisabetta – Punta Sabbioni                                                                        |
| 14L         | Lido Santa Maria Elisabetta – Punta Sabbioni |
| 15          | San Zaccaria – Punta Sabbioni (gyorsjárat) |
| 17          | Tronchetto – Lido San Nicolò – Punta Sabbioni                                                                                                   |
| 20          | San Zaccaria – San Servolo – San Lazzaro – Lido Casinò                                                                                          |
| 22          | Tre Archi – Fondamente Nove – Ospedale – Punta Sabbioni                                                                                         |

### A Terminal járatok
Ezek a vonalak gyors összeköttetést biztosítanak a belváros és a szárazföld között, a járatokon motoscafók közlekednek. Hármat közülük az Alilaguna S.p.A. társaság üzemeltet, melynek 30%-ban tulajdonosa az ACTV, külső végállomásuk a velencei San Marco repülőtér. Az egyetlen maradék járat kapcsolat a szárazföldi parkoló, Fusina és a város között.
| Járatszám                  | Megállók |
| -------------------------- | --- |
| Alilaguna A (Arancio)      | Sant’Angelo – Rialto – Ponte delle Guglie – Madonna dell’Orto – Murano, Colonna – Aeroporto Tessera                                     |
| Alilaguna B (Blu)          | Stazione Marittima – San Marco – San Zaccaria – Lido – Bacini – Ospedale Civile – Fondamente Nove – Murano, Colonna – Aeroporto Tessera |
| Alilaguna R (Rossa)        | Zattere – San Marco – Arsenale – Lido – Murano, Museo – Aeroporto Tessera                                                               |
| Circolare LineafusinA / 16 | Fusina – Zattere |

### Az időszakos járatok
Az időszakos járatok főként a turisták és Lido fürdővendégeinek kiszolgálására szolgálnak a nyári időszakban, illetve más különleges események alkalmával (pl. a velencei karnevál idején).
Ezekből a járatokból öt van: az 7-es, mely a Szent Márk tértől közvetlenül Muranóra megy; a 8-as, mely a Lidót köti össze a Giudeccával és Sacca Fisolával; a 18-as, mely a Lidóról Sant'Erasmo érintésével közlekedik Muranóra; a 19-es, amely Chioggiát köti össze közvetlenül a belvárossal, valamint a 21-es, amely a Mestre melletti San Giulianóról indul az város északi partjára.
Ezek a járatok a nyári időszakban a 2-es, a 3-as, a 20-as, a 6-os járatok kisegítésére, sűrítésére és meghosszabbítására szolgálnak.
| Járatszám | Megállók |
| --------- | --- |
| 7         | San Zaccaria – Murano, Navagero – Murano, Faro – Murano, Colonna – San Zaccaria                                                       |
| 8         | Sacca Fisola – San Basilio – Zattere – Palanca – Redentore – Zitelle – Giardini – Lido, Santa Maria Elisabetta – Lido, San Nicolò     |
| 18        | Murano, Navagero – Murano, Faro – Murano, Colonna – Sant’Erasmo, Forte Massimiliano – Lido, San Nicolò – Lido, Santa Maria Elisabetta |
| 19        | San Zaccaria – Chioggia |
| 21        | San Giuliano – Fondamente Nove – Ospedale                                                                                             |

### Az éjszakai járatok
Éjfél és hajnali öt között három éjszakai járat közlekedik a városban N jelzéssel: az egyik a meghosszabbított 2-es vonalán, de némiképp eltérő megállókkal, a szárazföldre közlekedő N1-es és N2-es autóbuszokkal összhangban jár. A másik a Fondamente Nove és Murano közötti éjszakai kapcsolatot szolgálja ki. A harmadik pedig az északi lagúna szigeteit köti össze a várossal és Punta Sabbionival.
| Járat- szám   | Megállók |
| ------------- | --- |
| N             | San Zaccaria – San Giorgio – Zitelle – Redentore – Zattere – Palanca – Zattere – San Basilio – Sacca Fisola – Tronchetto B – Piazzale Roma – Ferrovia – San Marcuola – San Stae – Ca’ d’Oro – Rialto – San Tomà – San Samuele – Accademia – San Marco – San Zaccaria – Giardini – Lido, Santa Maria Elisabetta |
| N Laguna Nord | Fondamente Nove – Murano, Faro – Vignole – Sant’Erasmo, Capannone – Sant’Erasmo, Chiesa – Sant’Erasmo, Punta Vela – Mazzorbo – Torcello – Burano – Treporti – Punta Sabbioni |
| N Murano      | Fondamente Nove – Murano, Colonna – Murano, Faro – Murano, Navagero – Murano, Museo – Murano, Venier – Murano, Serenella – Murano, Colonna – Fondamente Nove |

### Különleges járatok
Az ACTV egyes rövid időszakokra különleges járatokat közlekedtet. Ilyen alkalom pl. a Halottak napja, amikor több járat közlekedik a San Michele szigetre, a temetőhöz.
Hasonló alkalom a velencei Labdarúgó-mérkőzések ideje, amikor több helyről indítanak extra járatokat a velencei stadionhoz.
A karnevál és Húsvét idején is extra betétjáratokat közlekedtet az ACTV a Tronchetto, Piazzale Roma, a vasútállomás valamint Murano és a Szent Márk tér között, mivel ez időszakokban annyira megnövekedik a turisták száma, hogy a normál menetrend szerinti járatok nem bírnak a tömegekkel. 2008-tól ezek a járatok betűkkel vannak jelölve, mégpedig olyanokkal, amelyek a karnevál jellemző alakjainak nevének rövidítései (A-Arlecchino, B-Brighella, C-Colombina, P-Pantalone). 2014-ben új járatot indítottak az arsenalei karneválesemények kiszolgálására Carnevale dell’Arsenale névvel (rövidítése CA).

## Az autóbuszjáratok
A Velencét a szárazfölddel összekötő járatok végállomása a Ponte della Libertà lábánál lévő Piazzale Roma téren van. Mivel Velencében ezen a téren kívül nincsen buszközlekedés, ezekkel a vonalakkal kapcsolatos információkat lásd a Mestre tömegközlekedése című cikkben.
A 11-es vízibusz déli végállomásánál, Chioggiában is számos helyi járat közlekedik, ezekről lásd bővebben a Chioggia tömegközlekedése cikket!

### A Lido és Pellestrina autóbuszjáratai
Az autóbuszjáratok a Lidón egy érdekes rendszer szerint vannak megvalósítva. E szerint a járatoknak van egy "egyenes" vonalvezetése, ami kimegy a központból és van egy körjárati (circolare) része is, ami központra vonatkozik. Az egész vonalvezetést Giralidonak hívják.
Az A és B járatok a belvárosban nyaranta a San Nicolòi szabad strandot is érintik, és egyesekének a végállomása Malamoccón van (a B jelű járatoknak télen mindig).
| Vonal | Útvonal |
| ----- | --- |
| A     | Santa Maria Elisabetta – Malamocco – Alberoni (Faro Rocchetta)                                                                         |
| B     | Malamocco – Santa Maria Elisabetta – San Nicolò – Via Klinger – Alberoni (Spiaggia) – Via Klinger – Santa Maria Elisabetta – Malamocco |
| C     | Santa Maria Elisabetta – Incis – Cà Bianca                                                                                             |
| G     | Via Klinger – Gran Viale – Santa Maria Elisabetta – Riviera San Nicolò – Via Klinger                                                   |
| N     | Santa Maria Elisabetta – Gran Viale – Lungomare Marconi – Alberoni – Santa Maria del Mare – Pellestrina – Chioggia (csak éjszaka)      |
| V     | San Nicolò – Riviera San Nicolò – Santa Maria Elisabetta – Gran Viale – Lungomare Marconi – via Colombo – Piazzale Torta               |
| 11    | Santa Maria Elisabetta – Gran Viale – Lungomare Marconi – Alberoni – Santa Maria del Mare – Pellestrina – Chioggia                     |

## Időjárási hatások a közlekedésben

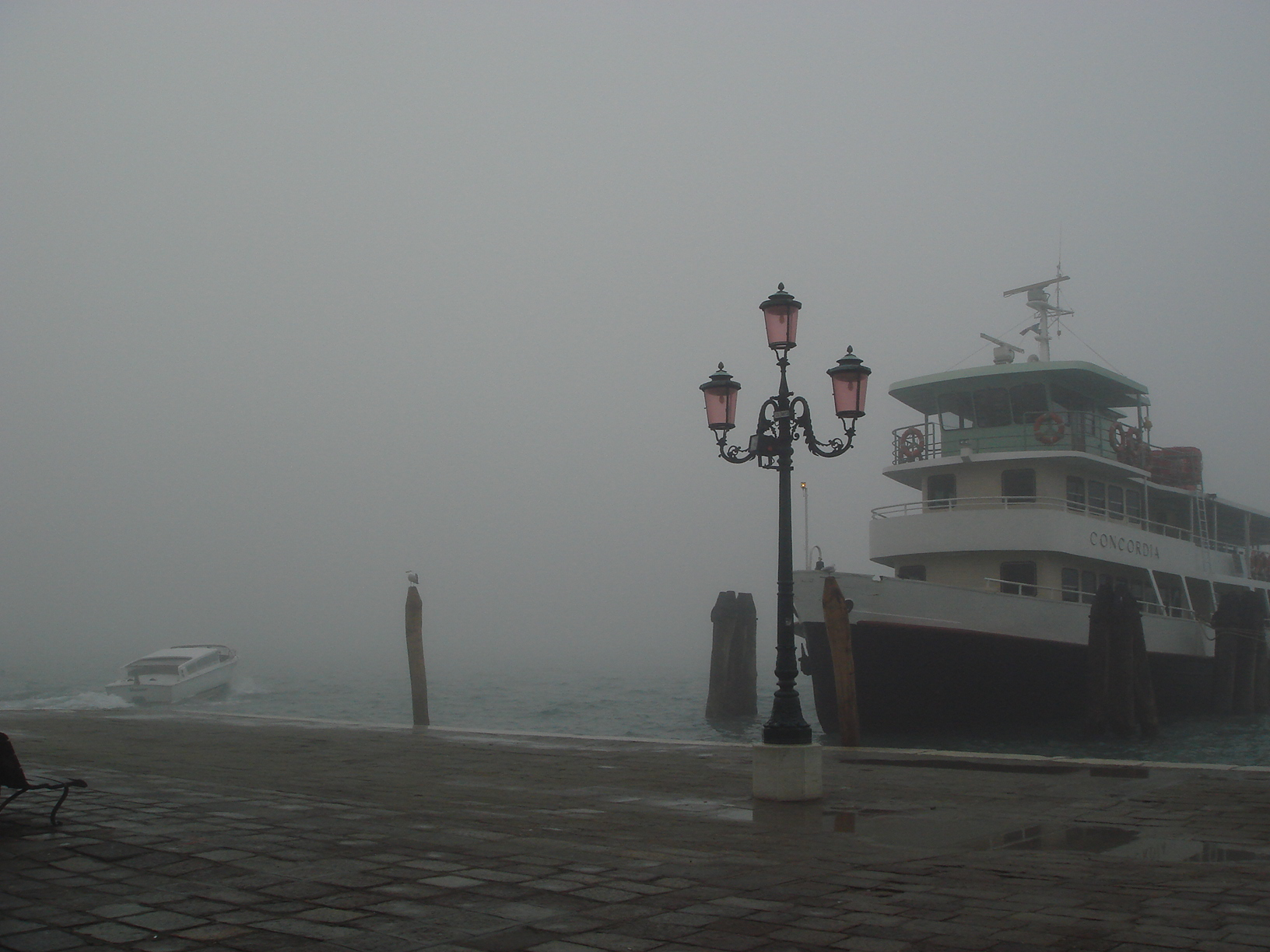
A Concordia motonave a ködben

Amikor a vízállás 95 cm-rel meghaladja az átlagosat, a Girocittà járatok és a 2-es korlátozottan közlekedik. A Ponte delle Guglie és a Ponte dei Tre Archi, valamint a vasúti híd alatt nem lehet hajóval közlekedni. Ilyenkor az említett járatok ezen útvonalak kihagyásával közlekednek.
Erős köd esetén a belváros és a Lidó közötti szakaszokon csak olyan hajók közlekedhetnek, amelyek rendelkeznek radarral. Így a motoscafók és vaporettók helyett motonavék és motobatellók közlekednek.
Erős szél (bóra, sirokkó) esetén a veszélyeztetett megállókban nem közlekednek a hajók. Ilyenek lehetnek az északi Fondemente Nove környéki hajóállomások, a Certosa feltételes megálló és egyes Szent Márk öböl környéki megállók.

## ACarta Veneziaés a turistajegyek
A hajójáratokon az ACTV megkülönbözteti a helyi lakosokat és a turistákat. A helyi lakosok kedvezményes áron vehetik igénybe a járatokat. Ennek érdekében vezették be a Carta Venezia kártyát, amelyet azok válthatnak ki, akik Veneto tartományban rendelkeznek hivatalos lakcímmel. A nem venetóiak nem annyira kedvezményes árú havi bérletet vásárolhatnak.
A turisták csak teljes árú jegyeket vásárolhatnak, különböző hosszúságú időszakokra (12 órától 72 óráig), iskolai és szervezett csoportok élhetnek kedvezménnyel.
A 2008 nyarán közlekedtetett 3-as hajójáratot (amely az 1-es járattal útvonalban és megállókban is megegyezett) csak Carta Venezia és bérlettulajdonosok használhatták. Mivel ezt sokan apartheid-jellegűnek tekintették, ezért a járat a 2008/2009-es téli menetrend bevezetésével meg is szűnt.

## Az ATVO
Az ACTV hajójárataihoz Punta Sabbioniban és Treportiban szervesen kapcsolódnak az ATVO (Azienda Trasporti Veneto Orientale) helyközi és távolsági autóbuszjáratai. A nyári időszakban igen fontos a helyközi közlekedésben, hiszen a Velence keleti oldalán elhelyezkedő üdülőterületekről (pl. Cavallino-Treporti, Jesolo, Eraclea stb.) a cég járműveit használva juthatnak el a turisták a városközpontba.
Az ATVO székhelye a közeli San Donà di Piave városban található. A cég a velencei kapcsolaton kívül az egész Kelet-Veneto közúti tömegközlekedését biztosítja autóbuszaival, iskolabuszaival és más szolgáltatásaival.